# She’s a Woman
She’s a Woman (englisch für „Sie ist eine Frau“) ist ein Lied der britischen Band The Beatles aus dem Jahr 1964. Es erschien erstmals als B-Seite der Single I Feel Fine. Geschrieben wurde das Lied von Paul McCartney, steht allerdings unter dem – bei den Beatles üblichen – Copyright Lennon/McCartney.

## Hintergrund

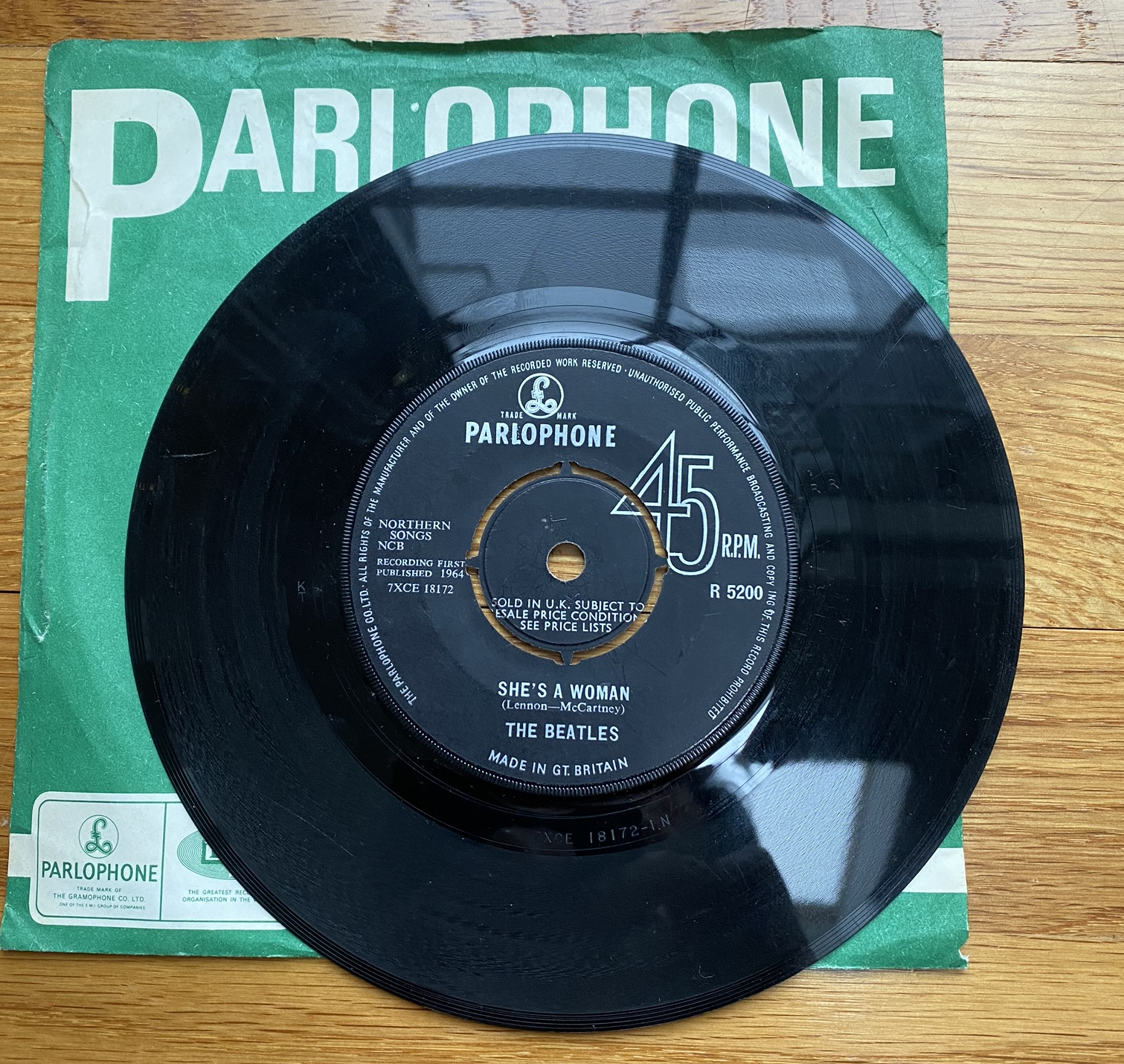
Britische Single B-Seite She’s a Woman

Paul McCartney hat nur noch vage Erinnerungen an den Entstehungsprozess von She’s a Woman. Wahrscheinlich hatte er das Lied bereits größtenteils fertig komponiert und vervollständigte es gemeinsam mit John Lennon am Tag der Aufnahme im Studio. Das Lied gilt als das erste Lied, in dem die Band Bezug zu Drogen nimmt. Die Textzeile „Turn me on when I get lonely“ soll auf Marihuanakonsum hinweisen.
John Lennon sagte 1980 dazu: „Das ist Paul mit einem Beitrag von mir, wahrscheinlich. Wir fügten die Worte "macht mich an" ein. Wir waren so aufgeregt, zu sagen: "Mach mich an" – weißt du, über Marihuana und all das, indem wir es als Ausdruck benutzten.“
She’s a Woman erreichte als separate B-Seite Platz 4 der US-amerikanischen Charts. Das Lied wurde auch für den zweiten Film der Beatles Hi-Hi-Hilfe! verwendet, nicht aber für das Soundtrackalbum.

## Aufnahme
Die Aufnahmen für She’s a Woman fanden am 8. Oktober 1964 während der Beatles For Sale-Sessions in den Londoner Abbey Road Studios statt. Produzent war George Martin, assistiert von Norman Smith. Zunächst nahm die Band insgesamt sieben Takes des Liedes live auf, darunter auch die prägnante von John Lennon als Backbeat zu McCartneys Bass gespielte Rhythmusgitarre. Am Abend des Tages fügten George Harrison ein Gitarrensolo, Paul McCartney Klavier und Gesang sowie Ringo Starr ein Chocalho (ein brasilianisches Perkussionsinstrument) auf den sechsten Take hinzu.
Die Abmischungen des Liedes erfolgten am 12. Oktober 1964 in Mono für Großbritannien und eine weitere am 21. Oktober für die USA. Die Abmischung für den US-Markt hatte einen deutlichen Hall und wurde am Ende gekürzt. Am 12. Oktober 1964 erfolgte ebenfalls die Stereoabmischung.

## Veröffentlichung
- She’s a Woman erschien erstmals am 23. November 1964 als B-Seite der Single I Feel Fine.[4]
- Am 15. Dezember 1964 wurde in den USA She’s a Woman auf dem Album Beatles ’65 veröffentlicht, in Deutschland erschien das Album erst am 4. Mai 1965. Bei der Monoversion von She’s a Woman wurde zusätzlicher Hall verwendet. She’s a Woman wurde für die Stereoversion des US-Albums in den USA von Dave Dexter, Jr neu abgemischt, dabei wurde die Monoversion in eine Duophonic-Version (Fake Stereo) umgewandelt. In Deutschland enthält das Album ebenfalls eine Fake-Stereo Version von She’s a Woman, allerdings im Gegensatz zur US-Version, ohne Hall.
- Am 12. Februar 1967 wurde erstmals die Stereoversion von She’s a Woman veröffentlicht, auf dem australischen Album Greatest Hits Volume 2.
- Am 4. Mai 1977 erschien das Livealbum der Beatles The Beatles at the Hollywood Bowl, es enthält unter anderen She’s a Woman.
- Am 12. Oktober 1979 wurde She’s a Woman auf dem Kompilationsalbum Rarities veröffentlicht, am 7. März 1988 auf Past Masters.
- Die erste Stereoveröffentlichung von She’s a Woman in Europa erschien auf der Kompilationsbox The Beatles Box am 3. November 1980.
- Am 7. Dezember 1981 erschien die Box The Beatles E.P.s Collection, in dieser befindet sich eine zusätzliche EP mit dem Titel The Beatles, diese Stereoversion beinhaltet zu Beginn eine Anzählung von Paul McCartney „One..Two..Three..Four“, die bisher unveröffentlicht war.
- Eine am 17. November 1964 aufgenommene Version von She’s a Woman für die Radiosendung Top Gear der BBC erschien im November 1994 auf dem Album Live at the BBC.
- Eine weitere Livefassung vom 30. Juni 1966, die in der Nippon Budokan Hall (Tokio) entstand, erschien im März 1996 im Rahmen der Anthology-Reihe auf dem Album Anthology 2.
- Eine dritte Livefassung ist auf dem Livealbum The Beatles at the Hollywood Bowl zu hören, das im Mai 1977 veröffentlicht wurde.

## Coverversionen
Es wurden über 60 Coverversionen von She’s a Woman veröffentlicht.
Am 20. Mai 1991 erschien auf dem Album Unplugged (The Official Bootleg) eine Liveversion von She’s a Woman von Paul McCartney.